# Faucon Flacq Sports Club
Le Faucon Flacq SC est un club mauricien de football, basé à Centre de Flacq, fondé en 1945. L'équipe joue ses matchs au Stade Auguste Vollaire.

## Palmarès
- Championnat de Maurice
  - Champion : 1949, 1954, 1955, 1957, 1958

- Coupe de Maurice
  - Vainqueur : 1959, 1967

- Coupe de la République
  - Vainqueur : 2003